# 科特爾縣 (德克薩斯州)
科特爾縣（英語：Cottle County）位美國德克薩斯州西北部的一個縣。面積2,335平方公里。根据美國2000年人口普查，共有人口1,904人。縣治帕迪尤卡（Paducah）。
成立於1876年8月21日，縣政府成立於1892年1月。縣名紀念在阿拉莫戰役中陣亡的喬治·華盛頓·科特爾。